# Lehel
Lehel, Lele o Lél (?-955) fue uno de los jefes tribales de los húngaros del siglo X, probablemente bajo las órdenes del príncipe Taksony.

## Biografía
La tradición húngara establece que es hijo del jefe tribal húngaro Tas, y que tras la muerte de éste, heredó en el 920 sus propiedades en la región de Nitra, al noreste de Hungría.
El jefe Lehel fue ampliamente conocido por su valentía y habilidades de guerrero, siendo uno de los comandantes del ejército junto con Bulcsú, y destacándose en la batalla de Lechfeld en el 955, contra los ejércitos germánicos. Sin embargo, luego de terminada la batalla, los húngaros fueron derrotados y según la tradición húngara Lehel llevado ante uno de los nobles que comandaban las fuerzas germánicas. Como último deseo antes de ser ejecutado, Lehel pidió que le permitiesen soplar por su cuerno de batalla, y cuando lo tuvo en sus manos le atestó un golpe mortal al noble en la cabeza, matándolo instantáneamente. La identidad de ese noble es incierta, pero muchos aseguran que era el duque Conrado el Rojo, quien sin embargo, según el cronista medieval Viduquindo de Corvey, murió en esa misma batalla, al ser alcanzado por una flecha de los húngaros. No se ha logrado comprobar hasta la fecha cual versión fue la correcta. Lehel fue ejecutado y las incursiones de los húngaros comenzaron a reducirse paulatinamente tras esta derrota.
La teoría establecida es que dicha leyenda se pudo haber construido para atenuar los sentimientos de los húngaros luego de la derrota de la batalla, sin embargo, la leyenda no es enteramente descartable.

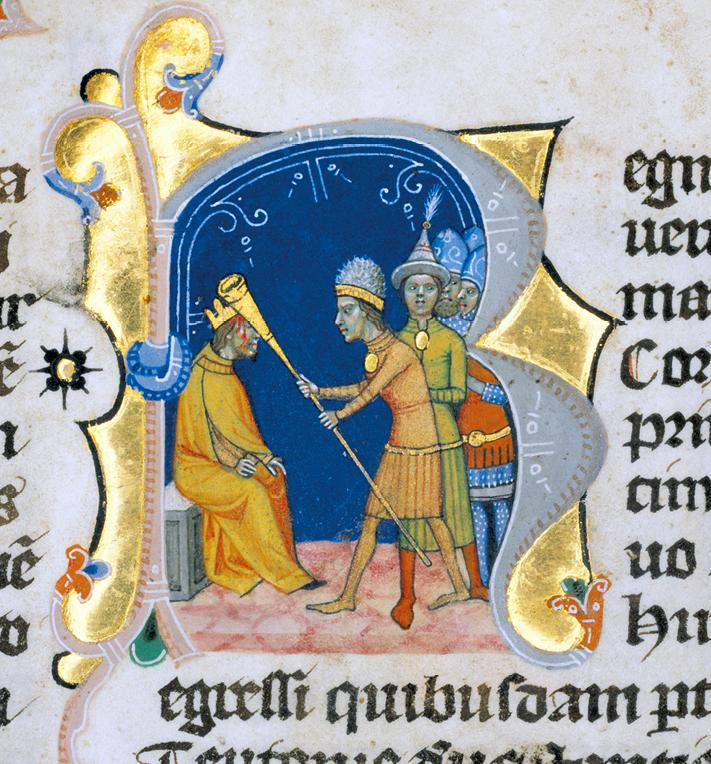
Lehel matando a su captor. Miniatura de la Crónica Ilustrada Húngara
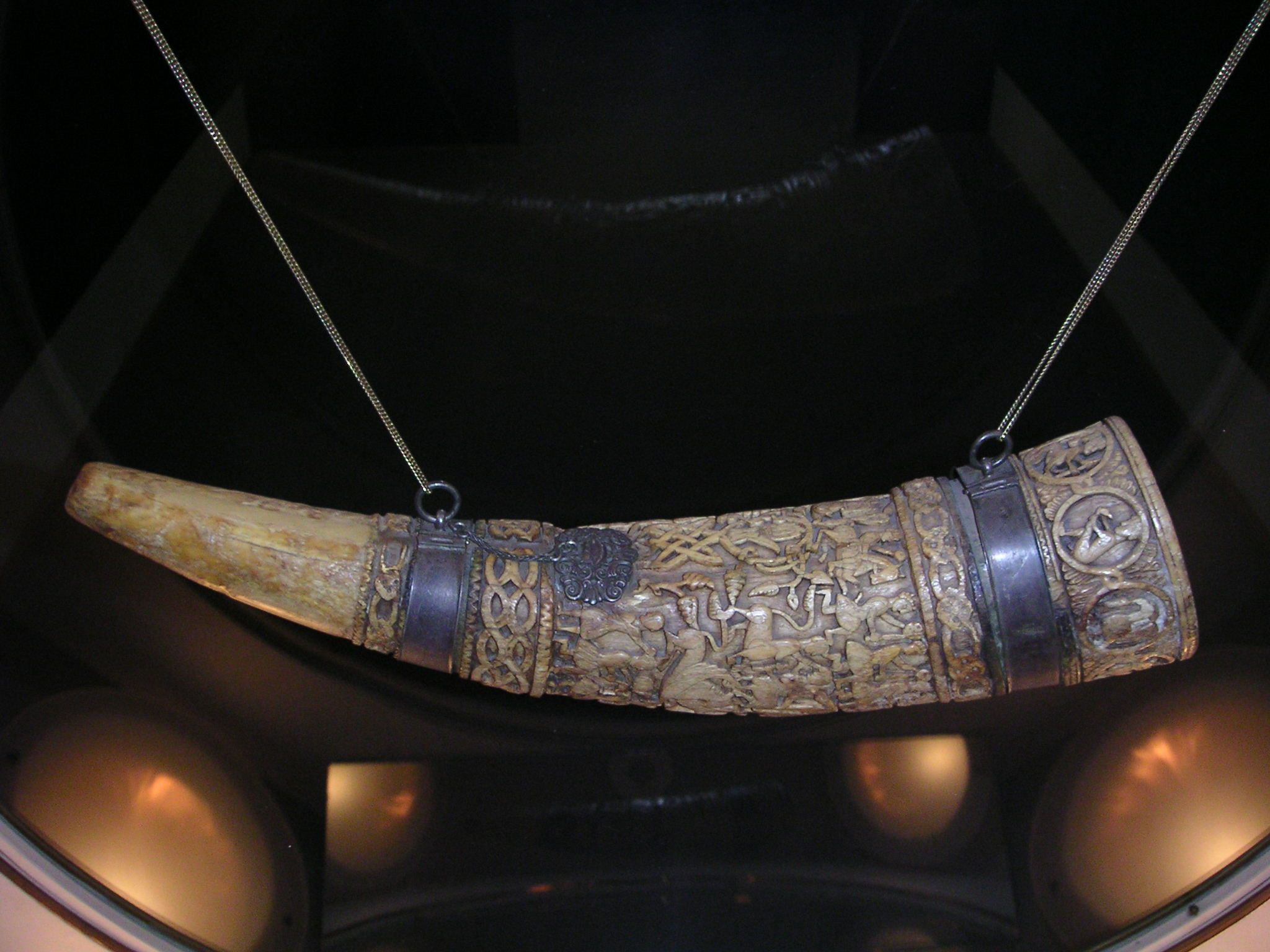
El cuerno de Lehel, en el museo de Jászberény, Hungría